# Gran Premio degli Stati Uniti d'America 1985
Il Gran Premio degli Stati Uniti 1985 è stata la sesta prova della stagione 1985 del Campionato mondiale di Formula 1. Si è corsa domenica 23 giugno 1985 sul Circuito di Detroit. La gara è stata vinta dal finlandese Keke Rosberg su Williams-Honda; per il vincitore si trattò del quarto successo nel mondiale. Ha preceduto sul traguardo lo svedese Stefan Johansson  e l'italiano Michele Alboreto, entrambi su Ferrari.

## Vigilia

### Sviluppi futuri
Il 20 giugno il direttore generale della Ford Motor Company, Donald E. Petersen, in una conferenza stampa, illustrò il nuovo motore turbo V6, progettato dalla casa americana, che avrebbe dovuto prendere il posto del motore aspirato DFV. Anche questo propulsore sarebbe stato costruito in collaborazione con la Cosworth, e sarebbe stato fornito, in esclusiva, al team statunitense Beatrice, pronto a entrare nel campionato, entro fine estate. Il motore sarebbe comunque stato appontato solo per la stagione 1986; la scuderia, per il suo esordio, si sarebbe affidata a motori Hart.
Bernie Ecclestone propose di tenere una sfida tra vetture di Formula 1 della Formula Indy, massima categoria automobilistica nordamericana. La sfida si sarebbe tenuta sia sul tracciato cittadino di Detroit, che su un ovale.

### Aspetti tecnici
Le Williams vennero dotate del nuovo propulsore della Honda, tipo E. Anche sulla Ligier di Jacques Laffite venne montato il nuovo motore Renault EF15, almeno per la gara.
La pista si presentava un fondo molto rovinato, e ciò portò a forti critiche dei piloti. Ayrton Senna affermò di aver trovato il peggior asfalto da lui mai visto, mentre Patrick Tambay paragonò il gran premio, che si sarebbe disputato, a un rodeo, più che a una gara di Formula 1. Venne prospettata l'ipotesi che potesse essere costruito, per il futuro, un circuito permanente, sull'Isola di Belle-Isle.

### Aspetti sportivi
Il gran premio venne conosciuto anche come Detroit Grand Prix. Il tracciato aveva già ospitato, nei tre anni precedenti, il campionato mondiale, ma la gara era stata indicata come Gran Premio degli Stati Uniti d'America-Est, in presenza di altre gare negli USA. Nel 1985, quale unica gara sul suolo statunitense, cambiò denominazione.
Alla Toleman Peter Gethin cessò nelle sue funzioni di direttore sportivo, sostituito da Peter Collins.
Il pilota della Brabham Nelson Piquet, festeggiò il suo centesimo gran premio nel mondiale di Formula 1. Anche l'Alfa Romeo raggiungeva il traguardo delle cento gare corse nel mondiale, quale costruttore.
Per la prima volta una gara del campionato mondiale di Formula 1 entrava nel concorso pronostici del Totocalcio. Terminate le gare di calcio il concorso, ribattezzato Totosport, verteva su pronostici, oltre che della massima categoria dell'automobilismo, anche sul risultato di gare di ciclismo. In merito ai pronostici della Formula 1, la schedina riportava il nome di uno dei piloti di alcune scuderie (in questo concorso Riccardo Patrese per l'Alfa Romeo, Nelson Piquet per la Brabham, Michele Alboreto per la Ferrari, Elio De Angelis per la Lotus, Niki Lauda per la McLaren, Patrick Tambay per la Renault e Keke Rosberg per la Williams): lo scommettitore avrebbe inserito nella colonna 1, qualora pronosticasse che il pilota giungesse primo o secondo, X, qualora pronosticasse un piazzamento al terzo o quarto posto, oppure 2, in caso di piazzamento oltre il quarto posto, o nessuna classificazione. In caso di mancata partenza, o di ritiro, il segno non sarebbe stato valido per la definizione della colonna vincente.

## Qualifiche

### Resoconto
Nella prima sessione di prove ufficiali Ayrton Senna ottenne la prestazione migliore. Il brasiliano della Lotus, che effettuò un solo giro veloce, staccò di quasi un secondo e due decimi Nigel Mansell e di quasi un secondo e sette decimi Michele Alboreto. Il tempo di Senna fu comunque più lento di quello che era valso la pole position a Nelson Piquet l'anno precedente, ma ciò venne imputato al fatto che, almeno al venerdì, la pista si presentava non ancora perfettamente gommata.
Le condizioni della pista favorirono diversi incidenti. Già al venerdì mattino, nelle prove libere, Alain Prost finì contro un muretto, dopo aver dovuto utilizzare il muletto. Il colpo fece bloccare una mano dallo sterzo, tanto che il francese fu costretto a ricorrere alle cure del fisioterapista di Niki Lauda. Sempre nelle libere Patrick Tambay terminò in testacoda, venendo sfiorato da Elio De Angelis e, in seguito, sempre i due, furono protagonisti di un tamponamento, con il pilota italiano che non vide il francese, che procedeva lentamente. De Angelis accusò gli organizzatori di non riuscire a gestire la sicurezza in pista in modo corretto. Durante le prove ufficiali Gerhard Berger finì contro le protezioni, e sulla sua Arrows si innescò anche un principio d'incendio. Il pilota austriaco registrò una forte contusione alla schiena, tanto da dover essere portato all'ospedale, per accertamenti.
Al sabato l'intera giornata fu caratterizzata dalla pioggia. Questo portò molti piloti a commettere degli errori di guida, e nessuno fu capace di migliorarsi, rispetto al giorno prima, tranne Berger. Senna fece la sua quarta pole position dell'anno, la quinta in fila per la Lotus, filotto che alla casa britannica non capitava dal 1978.

### Risultati
I risultati delle qualifiche furono i seguenti:
| Pos | Nº | Pilota             | Costruttore            | Tempo    | Griglia |
| --- | -- | ------------------ | ---------------------- | -------- | ------- |
| 1   | 12 | Ayrton Senna       | Lotus-Renault          | 1'42"051 | 1       |
| 2   | 5  | Nigel Mansell      | Williams-Honda         | 1'43"249 | 2       |
| 3   | 27 | Michele Alboreto   | Ferrari                | 1'43"748 | 3       |
| 4   | 2  | Alain Prost        | McLaren-TAG Porsche    | 1'44"088 | 4       |
| 5   | 6  | Keke Rosberg       | Williams-Honda         | 1'44"156 | 5       |
| 6   | 16 | Derek Warwick      | Renault                | 1'44"163 | 6       |
| 7   | 23 | Eddie Cheever      | Alfa Romeo             | 1'44"231 | 7       |
| 8   | 11 | Elio De Angelis    | Lotus-Renault          | 1'44"769 | 8       |
| 9   | 28 | Stefan Johansson   | Ferrari                | 1'44"921 | 9       |
| 10  | 7  | Nelson Piquet      | Brabham-BMW            | 1'45"194 | 10      |
| 11  | 8  | Marc Surer         | Brabham-BMW            | 1'45"979 | 11      |
| 12  | 1  | Niki Lauda         | McLaren-TAG Porsche    | 1'46"266 | 12      |
| 13  | 19 | Teo Fabi           | Toleman-Hart           | 1'46"546 | 13      |
| 14  | 22 | Riccardo Patrese   | Alfa Romeo             | 1'46"592 | 14      |
| 15  | 15 | Patrick Tambay     | Renault                | 1'47"028 | 15      |
| 16  | 26 | Jacques Laffite    | Ligier-Renault         | 1'47"267 | 16      |
| 17  | 25 | Andrea De Cesaris  | Ligier-Renault         | 1'47"393 | 17      |
| 18  | 3  | Martin Brundle     | Tyrrell-Ford Cosworth  | 1'47"563 | 18      |
| 19  | 4  | Stefan Bellof      | Tyrrell-Ford Cosworth  | 1'47"911 | 19      |
| 20  | 9  | Manfred Winkelhock | RAM-Hart               | 1'47"926 | 20      |
| 21  | 18 | Thierry Boutsen    | Arrows-BMW             | 1'48"023 | 21      |
| 22  | 24 | Piercarlo Ghinzani | Osella-Alfa Romeo      | 1'48"546 | 22      |
| 23  | 10 | Philippe Alliot    | RAM-Hart               | 1'50"455 | 23      |
| 24  | 17 | Gerhard Berger     | Arrows-BMW             | 2'05"307 | 24      |
| 25  | 29 | Pierluigi Martini  | Minardi-Motori Moderni | 3'04"446 | 25      |

## Gara

### Resoconto
Nigel Mansell scattò, al via, meglio di Ayrton Senna, e si pose al comando. Seguivano, poi, Alain Prost, Keke Rosberg, Michele Alboreto, Elio De Angelis ed Eddie Cheever. Senna riprese la vetta della gara già alla terza curva; Rosberg, sempre nel corso del primo giro, dopo aver passato Prost, passò anche Mansell, sotto il tunnel. Cheever fu subito costretto ai box, a causa di uno pneumatico spiattellato.
Prost, con dei problemi all'impianto frenante, lasciò strada ad Alboreto e De Angelis. Senna non riusciva, a causa della scelta di gomme troppo dure, a distanziare Rosberg: all'ottavo giro il brasiliano rientrò ai box ma, per un difetto di comunicazione, la Lotus gli rimontò ancora pneumatici della mescola troppo dura. Rientrò in gara quattordicesimo. Le due Williams di Rosberg e Mansell si trovarono nelle prime due posizioni, anche se il britannico si lamentava per una scelta di gomme errata, come quella effettuata da Senna al via. I due precedevano Alboreto, De Angelis, Prost, Johansson, Warwick, Piquet, Lauda e le due Tyrrell. Niki Lauda si ritirò per un problema ai freni, Nelson Piquet fu costretto ai box per un detrito che bloccava una presa d'aria, mentre Derek Warwick, anche lui penalizzato dall'impianto frenante, iniziò a cedere posizioni.
All'undicesimo giro De Angelis prese la posizione ad Alboreto. Due giri dopo Stefan Johansson, che stava rimontando, passò Prost, portandosi alle spalle di Alboreto. Al quattordicesimo giro Stefan Bellof urtò il retro della vettura del suo compagno di team, Martin Brundle, perdendo anche parte della carrozzeria, ma senza abbandonare la gara. Un giro dopo Johansson passò Alboreto, mentre Senna colpì le protezioni alla curva 3. Una fila di pneumatici finì così sul tracciato, coi commissari che impiegarono un minuto per riportare in ordine la pista. Un altro incidente coinvolse, poco dopo, Patrick Tambay, che finì in testacoda, e fu costretto all'abbandono.
Al diciassettesimo passaggio Brundle superò Prost, mentre tre giri dopo Mansell, in crisi coi freni, dovette lasciare la seconda posizione a De Angelis. Nello stesso giro, per lo stesso problema, Prost decise il ritiro, mentre Brundle passò anche Alboreto. Rosberg conduceva con 25 secondi di vantaggio su De Angelis, 36 su Mansell, quasi 37 su Johansson, oltre 43 su Brundle. Seguivano, nell'ordine, Alboreto, Bellof, Senna e Laffite. Johansson superò Mansell al ventiduesimo giro. Il britannico si fermò, due giri dopo, per cambiare gli pneumatici. Due giri dopo anche Senna effettuò una nuova sosta, la seconda. Questo volta sulla sua vettura vennero montate gomme morbide. Il brasiliano rientrò in gara senza aver perduto nessuna posizione.
La gara di Mansell terminò il giro seguente, quando perse il controllo della sua monoposto, alla terza curva, proprio nel punto in cui la fila di pneumatici a protezione era stata danneggiata da Senna. Mansell colpì il muretto, e uscì dalla vettura con una contusione a un pollice. Al ventottesimo giro De Angelis si trovò il musetto della vettura danneggiato, dopo aver colpito Gerhard Berger, nel corso di un doppiaggio. Il pilota romano rientrò ai box, per cambiare anche gli pneumatici. Nello stesso giro Alboreto ripassò Brundle.
Rosberg, dopo 30 giri, aveva un vantaggio di 38"6 su Johansson e 46"8 sull'altro ferrarista Alboreto. Brundle era ancora vicino al pilota milanese, e precedeva di 5"3 Bellof, il suo compagno alla Tyrrell. La gara per Brundle finì quando, nel corso del trentunesimo giro, si trovò, assieme ad Alboreto, a doppiare Philippe Alliot. Quest'ultimo, all'uscita del tunnel, si spostò all'interno per lasciare la traiettoria ad Alboreto, per la successiva curva a destra. Il francese, però, riprese la traiettoria ideale troppo presto, senza lasciare spazio a Brundle, che così fu costretto a tamponarlo. I danni sulla sua Tyrrell lo portarono al ritiro.
Keke Rosberg riusciva a mantenere un grosso margine su tutti gli altri piloti, ma la sua gara venne resa più difficile da un surriscaldamento dell'acqua: questo era dovuto a un foglio di carta che stava ostruendo uno dei radiatori. Senna, che con le gomme nuove era il più veloce in pista, strappò, nel frattempo, la quarta piazza a Bellof.
Al cinquantesimo giro Rosberg passò ai box, per consentire ai meccanici di pulire il detrito che lo stava mettendo in crisi. Contro le sue indicazioni la scuderia decise anche per il cambio gomme. Il finlandese riuscì, comunque, a rientrare in gara al primo posto. Due giri dopo Senna, che aveva fatto segnare da poco il giro veloce, e che si stava avvicinando pericolosamente ad Alboreto, andò lungo alla curva 3, terminando contro il muretto la sua gara.
Rosberg si trovò, di nuovo, con problemi di raffreddamento dell'acqua, a causa di un altro detrito che stava ostruendo le prese d'aria. Ciò permise a Johansson di ridurre a meno di tre secondi il distacco dal primo posto. La rimonta dello svedese non poté essere completata, per la rottura dei freni anteriori destri: Johansson, per allontanare un possibile ritiro, dovette rallentare.
Keke Rosberg vinse la sua quarta gara valida, quale prova del campionato mondiale, in carriera. Fu la prima vittoria per una vettura motorizzata Honda dal Gran Premio d'Italia 1967 (con John Surtees su vettura costruita dalla stessa casa nipponica). Rosberg onorò con la vittoria la nascita, quattro giorni dopo, di suo figlio Nico.  Completarono il podio le due Ferrari.

### Risultati
I risultati del Gran Premio furono i seguenti:
| Pos | Nº | Pilota             | Costruttore            | Giri | Tempo/Ritiro             | Griglia | Punti |
| --- | -- | ------------------ | ---------------------- | ---- | ------------------------ | ------- | ----- |
| 1   | 6  | Keke Rosberg       | Williams-Honda         | 63   | 1h55'39"851              | 5       | 9     |
| 2   | 28 | Stefan Johansson   | Ferrari                | 63   | + 57"549                 | 9       | 6     |
| 3   | 27 | Michele Alboreto   | Ferrari                | 63   | + 1'03"170               | 3       | 4     |
| 4   | 4  | Stefan Bellof      | Tyrrell-Ford Cosworth  | 63   | + 1'06"225               | 19      | 3     |
| 5   | 11 | Elio De Angelis    | Lotus-Renault          | 63   | + 1'26"966               | 8       | 2     |
| 6   | 7  | Nelson Piquet      | Brabham-BMW            | 62   | + 1 giro                 | 10      | 1     |
| 7   | 18 | Thierry Boutsen    | Arrows-BMW             | 62   | + 1 giro                 | 21      |       |
| 8   | 8  | Marc Surer         | Brabham-BMW            | 62   | + 1 giro                 | 11      |       |
| 9   | 23 | Eddie Cheever      | Alfa Romeo             | 61   | + 2 giri                 | 7       |       |
| 10  | 25 | Andrea De Cesaris  | Ligier-Renault         | 61   | + 2 giri                 | 17      |       |
| 11  | 17 | Gerhard Berger     | Arrows-BMW             | 60   | + 3 giri                 | 24      |       |
| 12  | 26 | Jacques Laffite    | Ligier-Renault         | 58   | + 5 giri                 | 16      |       |
| Rit | 12 | Ayrton Senna       | Lotus-Renault          | 51   | Incidente                | 1       |       |
| Rit | 3  | Martin Brundle     | Tyrrell-Ford Cosworth  | 30   | Collisione con P.Alliot  | 18      |       |
| Rit | 10 | Philippe Alliot    | RAM-Hart               | 27   | Collisione con M.Brundle | 23      |       |
| Rit | 5  | Nigel Mansell      | Williams-Honda         | 26   | Incidente                | 2       |       |
| Rit | 2  | Alain Prost        | McLaren-TAG Porsche    | 19   | Freni                    | 4       |       |
| Rit | 22 | Riccardo Patrese   | Alfa Romeo             | 19   | Problemi elettrici       | 14      |       |
| Rit | 16 | Derek Warwick      | Renault                | 18   | Trasmissione             | 6       |       |
| Rit | 15 | Patrick Tambay     | Renault                | 15   | Incidente                | 15      |       |
| Rit | 29 | Pierluigi Martini  | Minardi-Motori Moderni | 11   | Motore                   | 25      |       |
| Rit | 1  | Niki Lauda         | McLaren-TAG Porsche    | 10   | Freni                    | 12      |       |
| Rit | 19 | Teo Fabi           | Toleman-Hart           | 4    | Problemi idraulici       | 13      |       |
| Rit | 9  | Manfred Winkelhock | RAM-Hart               | 3    | Problemi al turbo        | 20      |       |
| Rit | 24 | Piercarlo Ghinzani | Osella-Alfa Romeo      | 0    | Incidente                | 22      |       |

## Classifiche Mondiali

### Piloti
| Pos. | Pilota            | Punti |
| ---- | ----------------- | ----- |
| 1    | Michele Alboreto  | 31    |
| 2    | Elio De Angelis   | 24    |
| 3    | Alain Prost       | 22    |
| 4    | Stefan Johansson  | 13    |
| 5    | Keke Rosberg      | 12    |
| 6    | Patrick Tambay    | 10    |
| 7    | Ayrton Senna      | 9     |
| 8    | Thierry Boutsen   | 6     |
| 9    | Nigel Mansell     | 5     |
| 10   | Stefan Bellof     | 4     |
| 11   | René Arnoux       | 3     |
| 12   | Niki Lauda        | 3     |
| 13   | Andrea De Cesaris | 3     |
| 14   | Jacques Laffite   | 2     |
| 15   | Derek Warwick     | 2     |
| 16   | Nelson Piquet     | 1     |

### Costruttori
| Pos | Team                  | Punti |
| --- | --------------------- | ----- |
| 1   | Ferrari               | 47    |
| 2   | Lotus-Renault         | 33    |
| 3   | McLaren-TAG Porsche   | 25    |
| 4   | Williams-Honda        | 17    |
| 5   | Renault               | 12    |
| 6   | Arrows-BMW            | 6     |
| 7   | Ligier-Renault        | 5     |
| 8   | Tyrrell-Ford Cosworth | 4     |
| 9   | Brabham-BMW           | 1     |